# Renegades (Rage Against the Machine)
Renegades è il quarto e ultimo album in studio del gruppo rock americano Rage Against the Machine, pubblicato il 5 dicembre 2000 dalla Epic Records. 

## Descrizione
È composto da cover di canzoni di Bruce Springsteen, Bob Dylan, Afrika Bambaataa, Minor Threat, Eric B. & Rakim, The Stooges, MC5, The Rolling Stones, Cypress Hill, Devo e altri.
A differenza di altri album dei Rage Against the Machine, Renegades non è stato accompagnato da un tour di supporto a causa della separazione del gruppo quasi due mesi prima della loro uscita. È stato certificato disco di platino poco più di un mese dopo l'uscita.
Poco dopo l'uscita, i membri della band, ad eccezione del cantante Zack de la Rocha, formarono una nuova band, gli Audioslave, con l'ex cantante dei Soundgarden Chris Cornell.
La copertina è una parodia dell'opera pop art L.O.V.E. di Robert Indiana.

## Accoglienza
Su Metacritic, che assegna una valutazione normalizzata su 100 alle recensioni dei critici mainstream, Renegades ha un punteggio medio di 78 basato su 26 recensioni, indicando "recensioni generalmente favorevoli".
Il critico di AllMusic John Bush ha scritto che il disco "funziona bene con poche eccezioni, in parte perché i Rage Against the Machine sono abbastanza intelligenti da cambiare molto poco e abbastanza talentuoso da rendere le canzoni proprie". 
Alternative Press ha descritto il disco come "un tour attraverso tre decenni di recalcitranza sonora" e "la mappa del genoma del suono sedizioso".
Rob Brunner di Entertainment Weekly ha descritto il disco come "un mix incredibilmente vario, se non proprio sorprendente, di Rock, Hip Hop e musica di protesta". Ha detto che "sarebbe comunque un successo sfrenato anche se questo disco non fa altro che introdurre una nuova generazione alle gioie di Bob Dylan e dei Minor Threat".

## Tracce
1. Microphone Fiend (Eric B. & Rakim) - 5:02
2. Pistol Grip Pump (Volume 10) - 3:18
3. Kick Out the Jams (MC5; contiene parti di More Bounce to the Ounce degli Zapp) - 3:11
4. Renegades of Funk (Afrika Bambaataa; contiene parti di Scorpio di Dennis Coffey) - 4:35
5. Beautiful World (Devo) - 2:35
6. I'm Housin’ (EPMD) - 4:56
7. In My Eyes (Minor Threat) - 2:54
8. How I Could Just Kill a Man (Cypress Hill) - 4:04
9. The Ghost of Tom Joad (Bruce Springsteen) - 5:38
10. Down on the Street (Stooges) - 3:39
11. Street Fighting Man (Rolling Stones) - 4:42
12. Maggie's Farm (Bob Dylan) - 6:54

Tracce bonus nella versione limitata europea e australiana
1. Kick Out the Jams* (Live at the Grand Olympic Auditorium) - 4:31
2. How I Could Just Kill a Man* (Live at the Grand Olympic Auditorium) - 5:13

## Formazione
Rage Against the Machine
- Zack de la Rocha - voce
- Tom Morello - chitarra
- Tim Commerford - basso
- Brad Wilk - batteria

Altri musicisti
- B-Real dei Cypress Hill - voce in How i could just Kill a Man (Live at The Grand Olympic Auditorium), bonus track edizione australiana e europea

Produzione
- Rick Rubin - produzione (tranne in The Ghost of Tom Joad)
- Brendan O'Brien – produttore in The Ghost of Tom Joad
- Jim Scott – ingegneria
- David Schiffman – ingegneria
- Rich Costey - missaggio (tranne in The Ghost Of Tom Joad e Street Fighting Man)
- D. Sardy – missaggio in The Ghost of Tom Joad e Street Fighting Man
- Katie Teasdale – assistenza[a che?]
- Darren Mora – assistenza[a che?]
- Matt Marin – assistenza[a che?]
- Mike Scotella – assistenza[a che?]
- Geoof Walcha – assistenza[a che?]
- Rich Veltrop – assistenza[a che?]
- Greg Fidelman – digitalizzazione
- Mark Moreau – digitalizzazione
- Lindsay Chase – coordinazione produzione
- Jake Sexton – coordinazione politica
- Jake Koppell – booklet

## Classifiche
| Classifica (2000-22) | Posizione massima |
| -------------------- | ----------------- |
| Canada               | 13                |
| Grecia               | 41                |
| Stati Uniti          | 14                |